# Craighead County
Craighead County is een county in de Amerikaanse staat Arkansas.
De county heeft een landoppervlakte van 1.841 km² en telt 82.148 inwoners (volkstelling 2000). De hoofdplaats is Jonesboro.